# Notre-Dame-de-Bliquetuit
Notre-Dame-de-Bliquetuit ist eine französische Gemeinde mit 824 Einwohnern (Stand: 1. Januar 2022) im Département Seine-Maritime in der Region Normandie. Sie gehört zum Arrondissement Rouen und zum Kanton Port-Jérôme-sur-Seine (bis 2015: Kanton Caudebec-en-Caux).

## Geographie
Notre-Dame-de-Bliquetuit liegt etwa 24 Kilometer westnordwestlich von Rouen im Regionalen Naturpark Boucles de la Seine Normande an der Seine. Umgeben wird Notre-Dame-de-Bliquetuit von den Nachbargemeinden Saint-Wandrille-Rançon im Norden und Osten, La Mailleraye-sur-Seine im Süden sowie Saint-Nicolas-de-Bliquetuit im Westen.

## Einwohnerentwicklung
| 1962                      | 1968 | 1975 | 1982 | 1990 | 1999 | 2006 | 2013 |
| ------------------------- | ---- | ---- | ---- | ---- | ---- | ---- | ---- |
| 386                       | 393  | 413  | 469  | 504  | 559  | 628  | 741  |
| Quelle: Cassini und INSEE |      |      |      |      |      |      |      |

## Sehenswürdigkeiten

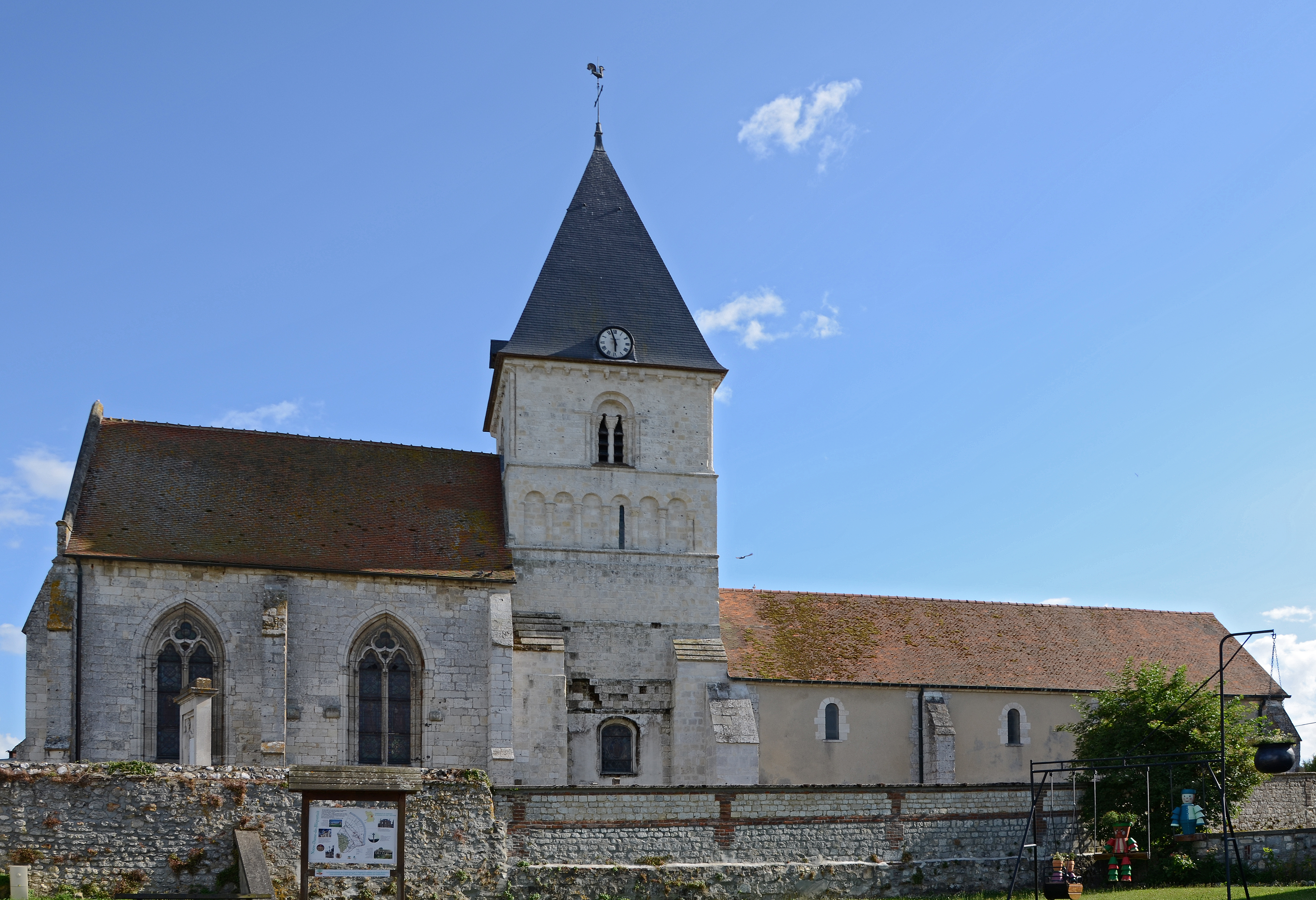
Kirche Notre-Dame

- Kirche Notre-Dame, seit 1923 Monument historique
- Brücke von Brotonne